# Claudio Culasso
Claudio Culasso (Roma, 7 gennaio 1956) è un karateka e militare italiano.
È stato il primo italiano a vincere un titolo Europeo di karate. Fu durante il campionato europeo di karate del 7 dicembre 1975, al Palazzetto dello Sport di Roma, nella specialità kumite classe Juniores per i Gruppi sportivi fiamme Gialle, per lo stesso team nel settembre 2011 vince il titolo Europeo nella classe Master.
Nel periodo dal 1970 al 1975 gareggiava per la Società Sportiva Erakles di Roma, sotto la guida del Maestro Nicola Teotonico.
Maestro 8º Dan per meriti sportivi, dal 1984 al 2014 è il Direttore Tecnico della Sezione Karate del Gruppi Sportivi Fiamme Gialle, è stato Caposezione Judo e Karate 
Ha fatto parte dello Staff Tecnico della Nazionale FIJLKAM con il ruolo di Responsabile della squadra nazionale militare di Kumite, è stato Docente del Centro di Preparazione Olimpica di Ostia (RM) ha collaborato con la Rivista Federale Athlon. Congedatosi l'otto gennaio 2016, con il grado di 
Luogotenente della Guardia di Finanza, è diplomato all'ISEF di Roma e Stella di Argento del CONI per meriti sportivi.
Il 27 dicembre 2014 su proposta della Presidenza del Consiglio dei ministri gli viene conferito il titolo di Cavaliere dell'Ordine al Merito della Repubblica Italiana.
Tra i suoi atleti delle Fiamme Gialle si annoverano Campioni Mondiali WKF come Davide Benetello, Giuseppe Di Domenico, Luca Valdesi, Lucio Maurino, Stefano Maniscalco e Michele Giuliani.
Suo figlio e allievo Maurizio, nato nel 1986, è stato Campione Italiano FIJLKAM, terzo classificato ai Mondiali WKF del 2002, Campione Europeo EFK nel 2003 per la classe Cadetti nella Specialità Kumite.